# As-Nas

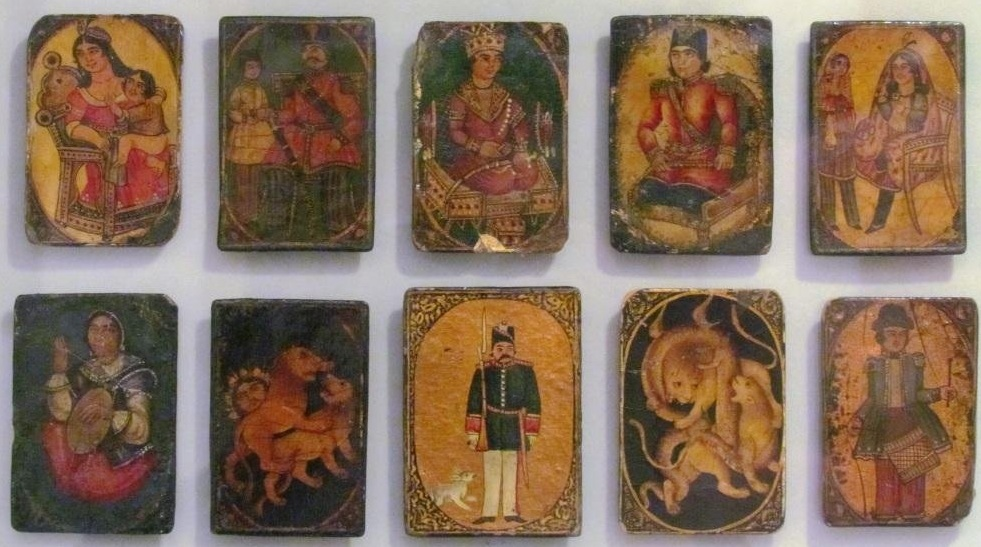
Conjunto de naipes As-Nas.

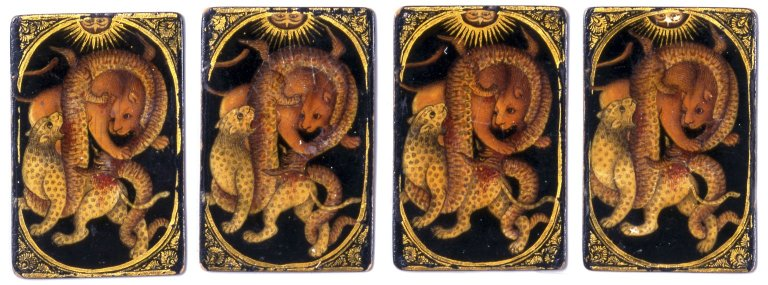
Naipe As, en la baraja As-Nas.

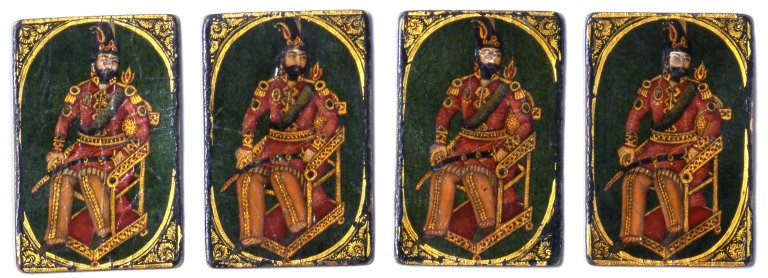
Naipe Shah, en la baraja As-Nas.

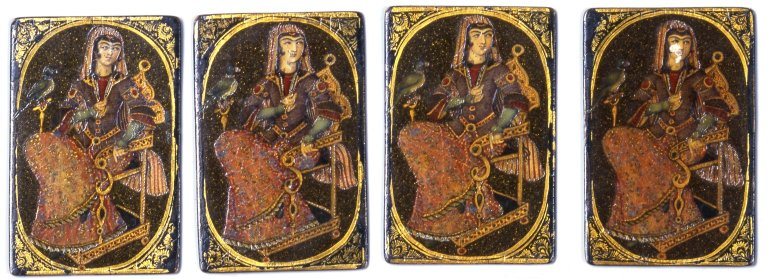
Naipe Bibi, en la baraja As-Nas.

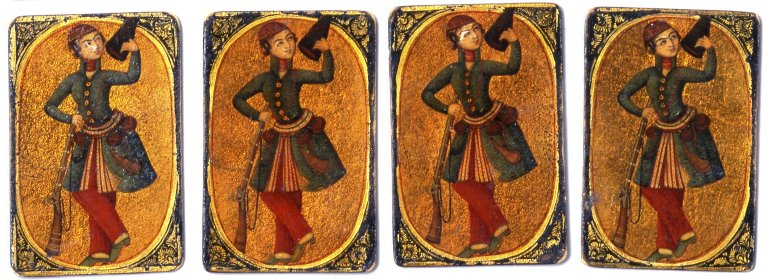
Naipe Servbaz, en la baraja As-Nas.

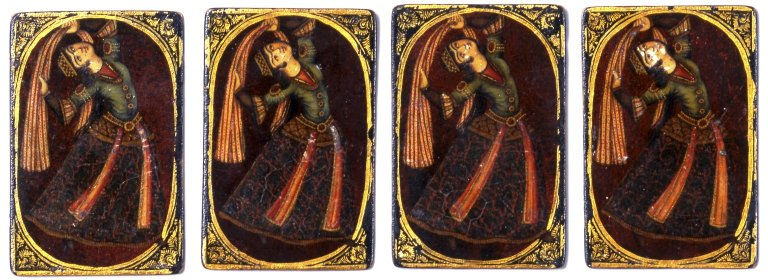
Naipe Couli, en la baraja As-Nas.

As-Nas (آس ناس) es un juego de naipes y tipo de naipes que se utilizaban en Persia.

## Descripción
El diseño de los naipes de esta baraja es simple, y consta de solo cinco diseños de naipes individuales, cada uno con un color de fondo distintivo. Los diseños se repiten cuatro o cinco veces, para hacer un total de 20 o 25 naipes.
Las tarjetas Nas son de formato rectangular y relativamente pequeñas, por ejemplo, 4 x 6 cm. Al igual que las tarjetas Ganjifa, generalmente están pintadas a mano, aunque algunos ejemplos posteriores usan una técnica de collage para agregar una imagen impresa preparada en el fondo pintado.
Los diseños son 'de una sola cabeza' (no duplicados, como los naipes estándar modernos), y no tienen índices ni títulos. Sin embargo, los colores de fondo permiten a los jugadores reconocer inmediatamente que naipes tienen en la mano. En general, los naipes tienen un borde decorativo, a menudo con una forma ovalada en un marco rectangular.
Existe una considerable variedad en las imágenes utilizadas. En general, los 5 diseños tienen un as con un diseño animal y cuatro naipes con figuras de la corte. Esta configuración puede explicar el nombre As-Nas. Ya que As es el término para el naipe 'as'. Nas, en árabe y persa, significa 'gente' o 'humanidad'. Por lo tanto, As-Nas se refiere a un mazo con ases y una serie de personas. Las diferentes figuras muestran personas de diversas clases sociales. Por lo general, los diseños de los naipes son los siguientes, de mayor a menor:
- As (آس): As. Los diseños usuales muestran un león con el sol o la luna en el fondo; Leones y/o dragones en combate, con las bestias mordiéndose entre sí, a veces se agregan leopardos u otros animales; un cazador a caballo, siendo atacado por una bestia salvaje.
- Shah (شاه): Rey, a menudo sentado en un trono, o a veces a caballo.
- Bibi (بی‌بی): Dama, a menudo sentada, teniendo un niño.
- Serbaz (سرباز): Soldado.
- Couli o Lakat (لکات): el naipe de menor denominación, generalmente una joven bailarina o una pareja de bailarinas, o músicos.

Además de los tipos de imágenes descriptas previamente, se encuentran otras versiones alternativas, por ejemplo mazos decorados solo con flores, y versiones eróticas u obscenas.

## Historia de los naipes As-Nas
Durante un largo período, los naipes As-Nas existieron junto con los tipos más antiguos de naipes Ganjifa. Wilkins afirma que las referencias al As-Nas se remontan al siglo XVII, y que en esa época se usaba un mazo de 25 naipes, con 5 palos, cada uno con un naipe figura y cuatro naipes numerales. Los naipes del siglo XIX con los diseños clásicos de As-Nas se pueden encontrar en varias colecciones de museo. Se estima que algunos ejemplos más raros son de finales del siglo XVIII. Según Murdoch Smith, en 1877 los naipes As-Nas estaban "cayendo gradualmente en desuso, siendo reemplazadas por tipos europeos". Tras la promulgación de Ley de Monopolio de Comercio Exterior de 1931, se estableció un monopolio sobre los naipes en Irán para controlar las importaciones y la producción. El fabricante británico de naipes De La Rue recibió el encargo de proporcionar naipes durante la década de 1930. Los naipes mostraban indexación en imágenes persas y de naipes con figuras que evocaban la historia persa. No obstante, los naipes usaban símbolos estándar de palo de estilo occidental (corazones, tréboles, picas y diamantes). El juego de As-Nas pasó de moda hacia 1945. Sin embargo, As-Nas puede haber persistido un poco más en las zonas rurales. En su trabajo publicado en la década de 1960, Arasteh escribe que "la vida rural en Irán gira en torno a prácticas tradicionales que han persistido sin cambios durante siglos". En un pasaje sobre los valores musulmanes, escribe "los Qashqai, y probablemente otras tribus, permiten a los hombres tomar bebidas alcohólicas. En su tiempo libre, algunos khans tribales también disfrutan fumar opio". AS-Nas, al igual que el póker, es un juego de cartas popular entre la gente de las tribus".

## Museos y colecciones con naipes As-Nas
- Brooklyn Museum, Nueva York, Estados Unidos.[11]
- Metropolitan Museum of Art, Nueva York, Estados Unidos.[12]
- Museum of Fine Arts, Houston, Texas, Estados Unidos.
- Deutsches Spielkartenmuseum (un museo de naipes), Leinfelden, Alemania.
- Colección Cary, en la Biblioteca Beinecke, Universidad de Yale (USA).
- Museo Fournier de Naipes (dedicado a los naipes de juego), Vittoria, España.[13]
- British Museum.[14]
- Biblioteca Nacional de Francia.[15]
- Musée Français de la Carte à Jouer (Museo francés de naipes de juego), Issy-Les-Moulineaux, cerca de Paris, Francia.[16]
- Museo Moghadam, Teherán, Irán.[17]
- Nationaal Museum van Wereldculturen, Leiden, Países Bajos.[18]